# Sistem
I Sistem sono stati un gruppo musicale rumeno attivo dal 2000 al 2012 e formato dai percussionisti Robert Magheti, Florin Romascu, Claudiu Purcarin, Ciprian Rogojan e Zoltan Toth.
Hanno rappresentato la Romania all'Eurovision Song Contest 2005 con il brano Let Me Try, in collaborazione con Luminița Anghel.

## Carriera
I Sistem creano musica ed effetti sonori utilizzando strumenti non convenzionali, come barili di metallo e plastica, nonché materiali di recupero. Il 5 marzo 2005 hanno partecipato a Selecția Națională, il programma di selezione del rappresentante rumeno per l'Eurovision, con il brano Let Me Try, a cui Luminița Anghel dà la voce. Sono stati votati vincitori, e alla finale dell'Eurovision Song Contest 2005, che si è tenuta il successivo 21 maggio a Kiev, si sono classificati al 3º posto su 24 partecipanti con 158 punti totalizzati, regalando alla Romania il suo primo podio eurovisivo. Sono risultati i più televotati della serata dal pubblico di Israele, Portogallo e Spagna.

## Discografia

### Album
- 2002 - Intră în...
- 2004 - Industrial
- 2006 - Sistempo

### Raccolte
- 2005 - Best of Sistem

### Singoli
- 2003 - O nouă zi
- 2005 - Let Me Try (con Luminița Anghel)